# Pavel Judin
Akad. Pavel Fjodorovič Judin (rusky Па́вел Фёдорович Ю́дин; 26. srpnajul./ 7. září 1899greg. ve vesnici Apraksino, dnes Nižněnovgorodská oblast – 10. dubna 1968 v Moskvě) byl sovětský marxisticko-leninský filozof, diplomat a politik, doktor filozofických věd (1936), profesor (1935).

## Životopis
V letech 1924–1927 působil jako vedoucí oddělení propagace a agitace Nižněnovgorodského oblastního výboru VKS(b). V roce 1939 se stal členem-korespondentem Akademie věd SSSR a byl jmenován ředitelem Filozofického ústavu AV SSSR. Zastával tuto funkci do roku 1944. Roku 1950 byl Judin zvolen poslancem Nejvyššího sovětu Sovětského svazu a v letech 1953–1959 pracoval jako velvyslanec Sovětského svazu v Číně. Řádným členem AV SSSR se stal v roce 1953.

## Vyznamenání
Za svůj život obdržel mnoho vyznamenání:
- Stalinova cena za redakci učebnice Dějiny filozofie, díly 1–2
- Leninův řád
- dva Řády rudého praporu práce
- Medaile Za obranu Moskvy
- Medaile Za obranu Moskvy
- Medaile za vítězství nad Německem ve Velké vlastenecké válce 1941–1945
- Medaile Za udatnou práci za Velké vlastenecké války 1941–1945
- Pamětní medaile 800. výročí Moskvy

## Publikace
knihy
- Материалистическое и религиозное мировоззрение. М., 1930;
- Марксизм-ленинизм о культуре и культурной революции. M., 1933;
- О советской литературе. М., 1934 (редактор);
- Классические произведения марксистского философского материализма. М., 1939;
- Кто такие «национал-социалисты?», Свердловск, 1942;
- Советское государство рабочих и крестьян. М., 1942;
- Г. В. Плеханов (К 25-летию со дня смерти). Л., 1943;
- Планы Гитлера рушатся. М., 1943;
- Советская культура. М., 1943;
- Социализм и коммунизм. М., 1946;
- Европейские страны народной демократии на путях к социализму. М., 1950;
- Значение труда И. В. Сталина «Марксизм и вопросы языкознания» для развития общественных наук. М., 1952;
- От социализма к коммунизму. М., 1962;
- Беседы о коммунизме. М., 1963.

články
- Некоторые итоги философской дискуссии // Правда. 1930. 18 октября;
- Ленин и философская дискуссия 1908—1910 гг. // Под знаменем марксизма. 1931. № 9-10;
- Борьба на два фронта в философии и гегелевская диалектика // Под знаменем марксизма. 1931. № 11-12;
- Год работы // Под знаменем марксизма. 1932. № 1-2.

### Překlady do češtiny
- JUDIN, Pavel. Evropské lidově demokratické země na cestě k socialismu (původním názvem: Европейские страны народной демократии на путях к социализму, Evropejskije strany narodnoj demokratiji na putjach k socializmu). Překlad : Josef Vrba. Praha: Orbis, 1951. 52 s. (Malá knihovna sovětské vědy ; 37).
- Dějiny filosofie (2 svazky):
 Dějiny filosofie (původním názvem: Istorija filosofii I). Redakce : Georgij Alexandrov, Bernard Bychovskij, Pavel Judin, Mark Mitin; překlad : Milena Kirschnerová, Věra Kleslová, Hana Malínská, Marie Rottová a Zora Rozehnalová; Překlad revidoval a předmluvou opatřil Jindřich Zelený. 1., autorisované vyd. Svazek I (Filosofie antické a feudální společnosti). Praha: Svoboda, 1950. 512 s. obrázek.
 Dějiny filosofie (původním názvem: Istorija filosofii II). Redakce : Georgij Alexandrov, Bernard Bychovskij, Pavel Judin, Mark Mitin; překlad : Hana Malínská a Jaroslav Vlček. 1., autorizované vyd. Svazek II ("Filosofie XV.—XVIII. století"). Praha: Svoboda, 1952. 518 s. obrázek.
- Stručný filosofický slovník (původním názvem: Краткий философский словарь). Redakce : Pavel Judin, Mark Rozental; překlad : J. Bauer aj. 1. vyd. Praha: SNPL, 1955.